# Димитър Шишманов
Вижте пояснителната страница за други личности с името Димитър Шишманов.
Димитър Иванов Шишманов е български политик, писател и дипломат. Той е външен министър на България в правителството на Добри Божилов (1943 – 1944). Екзекутиран е на 1 февруари 1945 г. след издадена от действалия в противоречие на Търновската конституция т. нар. Народен съд.

## Биография
Димитър Шишманов е роден през 1889 г. в София в семейството на малоазийски българи. Той е син на филолога Иван Шишманов и журналистката Лидия Шишманова, принадлежи на големия род Шишманови. Внук е на проф. Михайло Драгоманов, професор в СУ „Св. Климент Охридски“.
Димитър Шишманов завършва гимназия в София през 1907 г. и право в Женевския университет през 1913 г., след което работи в съдебната система.
От 1919 до 1932 г. е началник на Комисията по репарациите, а през 1924 г. участва в междуправителствена комисия по приемане храните от страна на Сръбската държава. От 1932 до 1935 г. Шишманов е началник на съдебния отдел на Вътрешното министерство. През този период публикува повечето си драми, повести и разкази.
От 1935 до 1940 г. Димитър Шишманов е пълномощен министър на България в Атина, а от 1940 до 1943 г. е главен секретар на Министерството на външните работи и изповеданията в кабинета на проф. Богдан Филов. През есента на 1943 г. става министър на външните работи и изповеданията и остава на поста до лятото на 1944 г. След Деветосептемврийския преврат през 1944 г. е арестуван и осъден на смърт от Народния съд и екзекутиран на 1 февруари 1945 г. Смъртната присъда е отменена през 1996 с Решение №172 на Върховния съд.

## Памет
На Димитър Шишманов са наречени улици в кварталите „Витоша“ (Карта) и „Горна баня“ (Карта) в София.